# Return to Oz
Return to Oz (bra/prt: O Mundo Fantástico de Oz) é um filme de fantasia sombria britânico e norte-americano de 1985, dirigido e escrito por Walter Murch, coescrito por Gill Dennis e produzido por Paul Maslansky. É estrelado por Nicol Williamson, Jean Marsh, Piper Laurie e Fairuza Balk no papel principal de Dorothy Gale em seu primeiro papel no cinema. O filme é uma sequência não-oficial do filme de 1939 da Metro-Goldwyn-Mayer, The Wizard of Oz, e é baseado principalmente nos romances de Oz de L. Frank Baum do início do Século XX The Marvelous Land of Oz  e Ozma of Oz. Na trama, Dorothy retorna à Terra de Oz para descobrir que a Cidade das Esmeraldas pertence agora ao vilão King, e deve derrotá-lo junto com seus novos amigos Tik-Tok, Jack Pumpkinhead e Princesa Ozma.
Em 1954, a Walt Disney Productions comprou os direitos autorais dos livros de Oz restantes de Baum para usar na série de televisão Disneyland; isso levou ao filme de ação ao vivo Rainbow Road to Oz, que nunca foi concluída. Murch sugeriu fazer outro filme de Oz em 1980. Disney aprovou o projeto porque eles perderiam os direitos do filme da série. Embora a MGM não estivesse envolvida na produção, a Disney teve que pagar uma grande taxa para usar as sapatilhas de rubi criadas para o filme de 1939. Return to Oz atrasou durante a produção e, após uma mudança no gerenciamento da Disney, Murch foi brevemente demitido do projeto.
Return to Oz foi lançado nos cinemas em 21 de junho de 1985. Ele teve um desempenho ruim nas bilheterias, arrecadando 11,1 milhões de dólares nos Estados Unidos com um orçamento de 28 milhões de dólares, e recebeu críticas mistas, com os críticos elogiando os efeitos e performances, mas criticando o conteúdo obscuro e visuais distorcidos. No entanto, teve um bom desempenho fora dos Estados Unidos e, desde então, conquistou seguidores de culto. O filme foi indicado ao Oscar de Melhores efeitos visuais.

## Enredo
O enredo do filme é uma combinação das novelas Ozma de Oz e The Marvelous Land of Oz, de L. Frank Baum, escritas como sequências da novela The Wonderful Wizard of Oz. Dorothy (interpretada por Fairuza Balk) não consegue parar de pensar sobre o Mundo de Oz e seus amigos, o Espantalho, o Homem de Lata e o Leão Covarde. É levada pela sua preocupada tia a um médico que deseja curá-la de seus sonhos e desilusões com algo parecido a uma terapia de choque, mas Dorothy escapa durante uma tempestade. Acompanhada da galinha Billina, ela retorna à Terra de Oz para encontrá-la em estado pós-apocalíptico: a Estrada de Tijolos Amarelos está destruída, a Cidade das Esmeraldas em ruínas, todos os seus habitantes, incluindo o Homem de Lata e o Leão Covarde transformados em pedra e o Espantalho sequestrado pelo Rei Nome. Ela logo é aprisionada pela Princesa Mombi (uma composição de dois personagens dos livros, Princesa Langwidere e a bruxa Mombi). Essa personagem pode mudar de cabeça, tendo à sua disposição 30 diferentes cabeças, sendo a 31 a sua original.
Depois de encontrar Tik-Tok e João Cabeça de Abóbora, Dorothy descobre que seus amigos foram transformados em pedra pelo malvado Rei Nome, que planeja controlar toda Terra de Oz. Eles constroem o Gump para escapar do castelo de Mombi, e voar para o país do Rei Nome e encontrar o Espantalho, que era rei da Cidade das Esmeraldas. Eles enfrentam o Rei Nome, que é destruído quando engole sem querer um dos ovos de Billina (em Oz, ovos são venenosos para os nomes), deixando para trás os sapatos de ruby que Dorothy perdera quando de sua primeira visita à Terra de Oz. Usando os sapatos, Dorothy deseja que ela e seus amigos retornem para uma reconstruída Cidade das Esmeraldas, onde descobrem a Princesa Ozma, verdadeira governante da cidade, presa num espelho pela Princesa Mombi. Após uma alegre celebração, Dorothy retorna para casa.

### Relações com os livros de o mágico de Oz[3]
- A bruxa boa do sul, Glinda, está ausente deste filme. Ela tem um grande papel no filme de 1939, e em quase todos os livros. Em Ozma de Oz, ela dá a Princesa Ozma um tapete mágico para cruzar o deserto.
- A garota Patchwork, o homem Shaggy, e Ojo, o Sortudo, figuram na cena final. Jellia Jam, General Jinjur e o Capitão da Guarda estão na cena também.
- A mal-sucedida tentativa dos Nomes de invadirem a Cidade das Esmeraldas aparece no livro A Cidade Esmeralda de Oz.
- Os mapas de Oz variam, especialmente a controvérsia leste/oeste, mas é possível que Dorothy tenha perdido seus sapatos durante o voo sobre os domínios do Rei Nome, depois de sua primeira visita. Se o tornado aproximou-se de Oz pelo leste é possível que seja a direção pela qual Dorothy retornou ao Kansas. No cânon de Baum, os sapatos não são recuperados.
- As dívidas financeiras de Tio Henry e Tia Emma (a perda da casa pelo tornado e o banco cobrando a fazenda) são um forte tema em A Cidade Esmeralda de Oz.
- O túnel da montanha do Rei Nome até a Cidade das Esmeraldas é um dos temas principais de A Cidade Esmeralda de Oz.
- O pó da vida, presente em vários livros, é produzido em  A Garota Patchwork de Oz.
- O Rei Nome sequestra alguém com fins de avançar seu túnel pelo centro da terra surge no livro Tik-Tok de Oz.
- O plano do Rei Nome de se tornar humano aparece no livro A Magia de Oz.
- O motivo de Bilina falar e o Totó não é explicado no Tik-Tok Of Oz.

## Elenco[5]
- Fairuza Balk como Dorothy Gale
- Nicol Williamson como Dr. JB Worley/ Nome King
- Jean Marsh como enfermeira Wilson/ Princesa Mombi
  - Sophie Ward como Mombi II
  - Vitória de Fiona como Mombi IV
- Piper Laurie como tia Em
- Matt Clark como tio Henry
- Emma Ridley como a garota do hospital/ Princesa Ozma
- Justin Case como Espantalho
- Pons Maar como Chefe do Wheeler/ Assistente da Enfermeira Wilson
- Bruce Boa como Policial

### Elenco de voz[5]
- Denise Bryer como Billina
- Sean Barrett como Tik-Tok
- Brian Henson como Jack Pumpkinhead Of Oz
- Lyle Conway como o Gump
- Pons Maar como Nome Messenger
- Beatrice Murch como Princesa Ozma (sem créditos)

## Produção
Walter Murch iniciou o desenvolvimento de Return to Oz em 1980, durante uma sessão de brainstorming com o chefe de produção daquela época da Walt Disney Productions, Tom Wilhite. Murch disse a Wilhite que estava interessado em fazer um filme de Oz e Wilhite "meio que se sentiu impressionado". Sem o conhecimento de Murch, a Disney detinha os direitos da série Oz e queria fazer um novo filme, pois os direitos autorais do filme estavam prestes a expirar. Com cinco semanas produção, a Disney não se sentiu satisfeita com a direção de Murch e o demitiu. O cineasta George Lucas os convenceu a reintegrá-lo após revisar as filmagens e garantir que ele entraria no lugar como substituto caso surgissem problemas.
Return to Oz é baseado no segundo e terceiro livros de Oz, The Marvelous Land of Oz (1904) e Ozma of Oz (1907). O elemento sobre Tik-Tok ser "O Exército Real de Oz" se original no livro Tik-Tok of Oz (1914), no qual ele se tornou o Exército Real de Oogaboo, e também faz gritos frequentes de "Pegue-me!" Esse livro foi baseado em uma produção dramática, The Tik-Tok Man of Oz (1913). Murch também usou o livro Wisconsin Death Trip como fonte histórica para o filme. para facilitar as filmagens os atores dos Tik-tokers tiveram que ter alguma experiência com ginástica.
Murch teve uma visão mais sombria do material original de Baum do que a adaptação de 1939, que ele sabia que o filme poderia ser um fracasso. Entre o período de desenvolvimento e as filmagens propriamente ditas, houve uma mudança na liderança dos estúdios Walt Disney (com Wilhite substituído por Richard Berger), e o orçamento do filme aumentou. Assim que as filmagens começaram, Murch começou a atrasar-se e houve mais pressão do estúdio, fazendo com que Murch fosse demitido do cargo por um curto período. Cineastas de alto perfil, incluindo George Lucas e Francis Ford Coppola, apoiaram Murch nas discussões com o estúdio, e Murch foi reintegrado e finalizou o filme.
O filme foi desenvolvido e lançado sem o envolvimento da Metro-Goldwyn-Mayer, o estúdio por trás do filme de 1939. Nenhuma aprovação foi necessária porque, em 1985, os livros de Oz nos quais foi baseado estavam em domínio público e os livros de Oz subsequentes foram adquiridos pela Disney muitos anos antes. O uso de sapatos de rubi foi uma criação da MGM. e como eles mantiveram sua "propriedade intelectual", uma taxa foi paga (já que eles foram criados especificamente para o filme de 1939 para substituir os sapatos de prata das histórias originais).
A fotografia principal começou em 20 de fevereiro de 1984 e foi concluída em outubro de 1984. Leo McKern e Christopher Lloyd foram considerados para o papel de Dr. JB Worley / The Nome King antes de serem dados a Nicol Williamson. Balk e Ridley eram os dois únicos atores mirins no set e, como tal, tinham horas de trabalho diárias limitadas.

## Análise e Temas
Return to Oz é muitas vezes apresentado como uma sequência ao musical da MGM The Wizard of Oz, mas isso é parcialmente verdadeiro. Algumas ligações ao filme de 1939 foram deliberadamente mantidas. Por exemplo, Dorothy é loira nos livros, mas tem cabelos escuros neste filme. Os sapatos prateados da história de Baum continuam cor de Rubi no O Mundo Fantástico de Oz, como eram no filme da MGM. Também, a Dorothy da MGM imaginava Oz baseada em pessoas que ela conhecia do mundo real - ideia que não está presente na história original - foi mantida intacta em no O Mundo Fantástico de Oz. Entretanto, são apenas estas as similaridades.
Muito mais realista, considerado obscuro e não sendo outro musical, este filme é mais fiel ao conceito de Oz presente nos livros de Baum. Certos elementos-chave nos livros, como o nome do Tin Woodman (Homem de Lata, no Brasil), que foi encurtado para "Tin Man" no filme de 1939, assim como detalhes de sua vida, não mencionados no filme original, foram utilizados. E também Fairuza Balk tinha 9 anos de idade quando filmou O Mundo Fantástico de Oz, muito mais próxima da idade de Dorothy nos livros que Judy Garland, que tinha 17 anos quando estreou O Mágico de Oz. Este filme também têm várias cenas violentas e situações perturbadoras. Embora esta seja uma das queixas principais dos que não conhecem os livros, é outra vez mais verdadeira à visão de Baum: era comum que os livros contivessem tais cenas. Por causa dessas cenas o filme é também chamado "terror psicológico" para crianças sendo comparado a Coraline e Monster House.

## Recepção
O filme custou caro e foi um dos maiores fracassos de 1985. A classificação MPAA do filme como PG teve grande influência nesse resultado, com muitos críticos denunciando o filme como muito porco e assustador para crianças pequenas. Por exemplo, a Princesa Mombi é uma criatura descabeçada que coleciona cabeças extraídas das mulheres mais sexy de Oz, e o filme mostra a Princesa "trocando" de cabeças, colocando em e cortando de seu pescoço. O público não familiarizado com os livros de Oz também acharam as cenas bizarras e estranhas, ainda que muitos personagens do primeiro filme aparecessem, além de Dorothy. O Espantalho faz uma breve aparição, o Leão Covarde e o Homem de Lata são vistos mas eles não falam.
Apesar de o elogiar por sua ousadia a Variety o depredou por sua "melancolia exagerada" e que não é nenhum pouco envolvente. tendo a mesma visão que a Variety o jornal Los Angeles Times diz que o filme "não voa tanto quanto a premissa promete". a Common Sense Media o rotulou de "lixo" o chamado de "sinistro, assustador e sem bom senso" e dando 2 de 5 estrelas ao filme. a Tv Guide ficou fascinado pela ousadia mais decretou o filme como "sem emoção".
Porém com o passar do tempo o filme adquiriu status de cult (entre o público e alguns críticos) sendo elogiado por sua "bizarrice", ousadia e pelo fato de ser a única adaptação mais fiel aos livros originais apesar de ainda receber em sua maioria críticas negativas O Chicago Reader diz que o filme é "lindamente esquisito" e o decretando como um dos filmes mais injustiçados de todos os tempos. O The Washington Post não entendeu as críticas negativas que o filme recebeu em sua época de lançamento ao afirmar que o filme "não é podre é um encontro gracioso de The Wizard of Oz com A História sem fim que falha em alguns momentos mais acerta em outros". Ao contrário da Times que deu uma análise mista ao filme, a versão para rádio do jornal deu uma crítica mais entusiásistica o chamando de "emocionante" e elogiando a Disney "por recapturar o lado sombrio das histórias de Oz".
Porém o público se mantém mais positivo em relação ao filme tendo 71% de aprovação entre o público no Rotten Tomatoes  7.4/10 no Metacritic ganhando uma avaliação de 6,6/10 no IMDb. entrando para lista de "filmes que a crítica considera ruim e o público ama".
Em 2005 a banda estado-unidense Scissor Sisters, fãs do filme, publicaram um single chamado Return to Oz, não-lançado no seu álbum de debut. No ano de 2021 o cantor Sufjan Stevens ao lado de Angelo De Augustine's compuseram a canção Back To Oz para o álbum A Beginner's Mind.